# Sudabeh Kamanabrou
Sudabeh Kamanabrou (* 1970 in Kirchen an der Sieg) ist eine deutsche Rechtswissenschaftlerin und Hochschullehrerin. Ihre Forschungsschwerpunkte liegen in unterschiedlichen Teilgebieten des Arbeitsrechts.

## Akademischer Werdegang
Sudabeh Kamanabrou studierte Jura an der Westfälischen Wilhelms-Universität Münster und der Ruhr-Universität Bochum. Nach der Promotion in Bochum 1997 zum Thema Die Auslegung und Fortbildung des normativen Teils von Tarifverträgen und dem Zweiten Staatsexamen 1998 habilitierte sie sich 2003 an der Georg-August-Universität Göttingen. Im April 2004 wurde sie an der Ruhr-Universität Bochum zur Professorin berufen.
Zum Wintersemester 2004/2005 wechselte sie an die Universität Bielefeld, wo sie den Lehrstuhl für Bürgerliches Recht, deutsches und europäisches Arbeitsrecht, Wirtschaftsrecht und Methodenlehre innehat. Rufe an die Universitäten Bochum, Marburg und Osnabrück lehnte sie ab.
Mit Ulrike Davy und Oliver Ricken ist sie in Bielefeld Direktorin des Instituts für Arbeit und sozialen Schutz. In dieser Funktion gibt sie die Buchreihe Arbeit und sozialer Schutz beim Logos Verlag Berlin mit heraus.

## Forschung
Die Schwerpunkte von Subadeh Kamanabrous Forschungsarbeit liegen in verschiedenen Teilgebieten des Arbeitsrechts, insbesondere im kollektiven Arbeitsrecht, im europäischen Arbeitsrecht und in der Rechtsvergleichung.
In dem von ihr 2011 herausgegebenen und in wesentlichen Teilen selbst verfassten Buch Erga-Omnes-Wirkung von Tarifverträgen untersucht Kamanabrou das in mehreren europäischen Ländern angewendete Erga-omnes-Wirkungsprinzip von Tarifverträgen – d. h. die unmittelbare Gültigkeit von Tarifverträgen zwischen Gewerkschaften und Arbeitgebern auch für nicht-gewerkschaftsgebundene Arbeitnehmer – auf seine Anwendbarkeit in Deutschland, wo es bisher, unter anderem aus verfassungsrechtlichen Gründen, nicht gilt. Als Schlussfolgerung schlägt sie eine Änderung des Tarifvertragsgesetzes dahingehend vor, Tarifverträgen Erga-omnes-Wirkung zuzuerkennen. In einer umfangreichen Rezension und Analyse des Werks widerspricht ihr Fachkollege Volker Rieble von der Ludwig-Maximilians-Universität München der Autorin zwar in zahlreichen Punkten, bescheinigt dem Buch aber hohe Qualität und attestiert ihr, damit „einen wesentlichen Betrag geleistet“ zu haben, „Systemkohärenz und Anpassungsfähigkeit deutschen Tarifrechts zu untersuchen und praktische Folgeprobleme zu analysieren“.
In Rechtsangleichung im Recht der Kettenbefristung in der EU (2016) untersuchen Kamanabrou und ihre Mitautoren, inwieweit die EU-Richtlinie 1999/70/EG, die Regeln für befristete Arbeitsverträge aufstellt, zu einer tatsächlichen Rechtsangleichung im Bereich der Kettenbefristungen geführt hat. Zu diesem Zweck wurde das Recht von 15 EU-Mitgliedsländern in Bezug auf Kettenbefristungen untersucht und verglichen. Die Studie kommt zu dem Ergebnis, dass trotz der sehr allgemein gehaltenen Natur der EU-Richtlinie die Harmonisierung der nationalen Bestimmungen trotz nennenswerter Unterschiede in der Art der Umsetzung im Wesentlichen gelungen sei.

## Schriften (Auswahl)

### Als alleinige Autorin
- Die Auslegung und Fortbildung des normativen Teils von Tarifverträgen. auf der Grundlage eines Vergleichs der Auslegung und Fortbildung von Gesetzen mit der Auslegung und Ergänzung von Rechtsgeschäften. Duncker & Humblot, Berlin 1997, ISBN 3-428-09159-0 (zugleich Dissertation Bochum).
- Vertragliche Anpassungsklauseln. Verlag C.H. Beck, München 2004, ISBN 3-406-52438-9 (zugleich Habilitationsschrift Göttingen).
- Arbeitsrecht. Mohr Siebeck, Tübingen 2017, ISBN 3-16-154990-2.
- Vertragsgestaltung. Ein Studienbuch. 5., neubearbeitete Auflage, Verlag C.H. Beck,  München 2019, ISBN 3-406-73046-9.

### Als Herausgeberin und Mitautorin
- Erga-Omnes-Wirkung von Tarifverträgen. Mohr Siebeck, Tübingen 2011, ISBN 978-3-16-150934-6.
- Rechtsangleichung im Recht der Kettenbefristung in der EU. Mohr Siebeck, Tübingen 2016, ISBN 978-3-16-154884-0.